# 小林めぐみ
小林 めぐみ（こばやし めぐみ、1972年2月24日 - ）は、日本の小説家、ファンタジー作家、ライトノベル作家。
埼玉県さいたま市出身。1994年、埼玉大学理学部物理学科卒業。在学中の1990年、富士見書房が主催した第2回ファンタジア長編小説大賞で「ねこたま」が準入選し、小説家デビューを果たした。2000年に結婚。2003年、『宇宙生命図鑑 - book of cosmos』で第2回センス・オブ・ジェンダー賞大賞を受賞した。
日本SF作家クラブ会員だったが、2023年4月現在は、会員名簿に名前がない。

## 作品リスト

### 富士見ファンタジア文庫
- ねこたま 1990年12月　イラスト：加藤洋之&後藤啓介　ISBN 4-8291-2383-4
- まさかな 1992年01月　イラスト：加藤洋之&後藤啓介　ISBN 4-8291-2426-1
- ねこのめシリーズ[8]　イラスト：加藤洋之&後藤啓介

1. 天秤の錯覚 1992年08月 ISBN 4-8291-2448-2
2. 羅針盤の夢 1992年12月　ISBN 4-8291-2470-9
3. 六分儀の未来 1993年01月　ISBN 4-8291-2482-2

- 君が夢、河を上りて（上）1994年01月　イラスト：神魚　ISBN 4-8291-2542-X
- 君が夢、河を上りて（下）1994年03月　イラスト：神魚　ISBN 4-8291-2550-0
- 大地をわたる声を聞け（上）1995年01月　イラスト：ひさいちよしき　ISBN 4-8291-2605-1
- 大地をわたる声を聞け（下）1995年02月　イラスト：ひさいちよしき　ISBN 4-8291-2613-2
- 必殺 お捜し人　イラスト：ひさいちよしき

1. 白蛇の迷宮 1996年06月　ISBN 4-8291-2688-4
2. 真珠の聖域 1996年11月　ISBN 4-8291-2714-7
3. 妖精の奇蹟 1997年05月　ISBN 4-8291-2741-4
4. 霊童の系譜 1997年09月　ISBN 4-8291-2769-4
5. 名画の受難 1998年01月　ISBN 4-8291-2815-1
6. 勇者の聖戦 1998年05月　ISBN 4-8291-2836-4
7. 紋章の秘密 1998年09月　ISBN 4-8291-2861-5
8. 虹色の財宝 1999年01月　ISBN 4-8291-2793-7
9. 世界の終末 1999年05月　ISBN 4-8291-2888-7

- サニーサイドアップガール　イラスト；石川まどか

1. 捨て犬にご用心 1999年12月　ISBN 4-8291-2933-6

- 道楽貴族オアジズの冒険　イラスト：ひさいちよしき

1. 殺され女神の箱庭 2001年08月　ISBN 4-8291-1375-8
2. 聖なる十二夜の仮面 2002年03月　ISBN 4-8291-1417-7

### 富士見ミステリー文庫
- 食卓にビールを　イラスト：剣康之

1. 2004年08月　ISBN 4-8291-6267-8
2. 2004年10月　ISBN 4-8291-6275-9
3. 2005年02月　ISBN 4-8291-6290-2
4. 2005年09月　ISBN 4-8291-6317-8
5. 2005年12月　ISBN 4-8291-6332-1
6. 2007年07月　ISBN 978-4-8291-6395-5

- 星屑エンプレス　イラスト：ぽぽるちゃ
  - ぼくがペットになった理由（ワケ）　2005年07月　ISBN 4-8291-6311-9
  - きりきりなぼくの日常　2006年10月　ISBN 4-8291-6371-2

### 富士見書房Style-F
- 魔女を忘れてる　2007年06月　ISBN 4-8291-7648-2

### 角川スニーカー文庫
- 極東少年　イラスト：秋山たまよ

1. 極東少年 1994年05月　ISBN 4-04-415501-1
2. 復讐の女神 1995年04月　ISBN 4-04-415502-X
3. 精霊王 1996年10月　ISBN 4-04-415504-6
4. 戦乙女 1997年06月　ISBN 4-04-415505-4

- 五日目の月 1995年10月　イラスト：飯田晴子　ISBN 4-04-415503-8
- 電脳羊倶楽部 1997年10月　イラスト：かのえゆうし　ISBN 4-04-415506-2
- いかづちの剣　イラスト：羽住都

1. 1998年5月　ISBN 4-04-415507-0
2. 1998年9月　ISBN 4-04-415508-9

- 特殊駆逐業者出勤ファイル　イラスト：現津みかみ

1. 始まりはいつも不自然 1999年04月　ISBN 4-04-415509-7
2. 続きはどうにも理不尽 1999年07月　ISBN 4-04-415510-0
3. 終わりはやっぱり不条理 1999年09月　ISBN 4-04-415511-9

- 少年少女退魔録 困らぬ前のかみだのみ 2000年04月　イラスト：秋山たまよ　ISBN 4-04-415512-7
- 暁の女神ヤクシー　イラスト：いのまたむつみ

1. 鳥の呼び声 2000年10月　ISBN 4-04-415513-5
2. 楽園を求める男 2000年11月　ISBN 4-04-415514-3
3. 太陽の踊り子 2000年12月　ISBN 4-04-415515-1

- ひよぴよ 2001年09月　イラスト：小池定路　ISBN 4-04-415507-0

### 徳間デュアル文庫
- 宇宙生命図鑑 book of cosmos 2002年09月　イラスト：新間大悟、佐伯経多　ISBN 4-19-905122-8

### 一迅社文庫
- 片手間ヒロイズム 2008年06月　イラスト：結城心一　ISBN 978-4-7580-4010-5

### ハヤカワ文庫JA
- 回帰祭　2008年11月　ISBN 978-4-15-030940-4
- 地球保護区　2009年11月　ISBN 978-4-15-030972-5

### 単行本未収録
- 必殺お捜し人　聖母の香水（『月刊ドラゴンマガジン』1997年04月号）
- 極東少年　五月少年の不運な日常（『小説あすか』1998年06月号）
- サニーサイドアップガール　塔をめぐる二、三のできごと（『月刊ドラゴンマガジン増刊ファンタジアバトルロイヤル』2000年03月号）
- 宇宙生命図鑑～正しい救世主の辞め方～（『SFJapan』2006spring）
- AIの就職難（人工知能学会誌2013年9月号)

## 付記
- 「君が夢、河を上りて」「大地をわたる声を聞け」、「ねこのめ」「いかづちの剣」「暁の女神ヤクシー」、「回帰祭」「地球保護区」はそれぞれ同一の世界を舞台としている。また「少年少女退魔録 困らぬ前のかみだのみ」は「極東少年」の番外編であるが、本編を読んでいなくても理解できる内容になっている。
- 富士見ファンタジア文庫の作品は「大地をわたる声を聞け」まで、担当編集者による解説がつくのが恒例となっていた。あとがきが苦手な小林があとがきを書く、それが交換条件だったという。また「暁の女神ヤクシー」は巻ごとに秋田禎信、ひかわ玲子、安田均による解説がついている。